# Kelley Cain
Pour les articles homonymes, voir Cain (homonymie).
Kelley Cain est une joueuse américaine de basket-ball, née le 16 mai 1989 à Stone Mountain (Géorgie).

## Biographie
Formée aux Lady Vols, sa carrière universitaire est perturbée par des blessures. Redshirt en 2007-2008, année du titre national pour les Volunteers, ses moyennes en carrière sont de 8,6 points, 6,2 rebonds et 2,5 contres en 92 rencontres. Avec 113 tirs contrés, dont 12 contre LSU le 22 février 2010, elle établit en sophomore un nouveau record de l'université. En 2009, elle subit une seconde intervention au genou, puis en junior à la hanche. En avril 2011, bien qu'elle ait encore une année d'éligibilité, elle quitte les Vols.
En 2008, elle remporte la médaille au Championnat des Amériques des 18 ans et moins.
Alors qu'elle joue en seconde division turque à Güre-Izmir (19,2 points et 14,8 rebonds), elle est choisie en 7e position de la draft WNBA 2012 par le Liberty de New York, de même que ses anciennes coéquipières Glory Johnson et Shekinna Stricklen. En 20 rencontres, elle inscrit 1,1 point et prend 1,5 rebond de moyenne.
Elle retourne ensuite jouer en Italie à Priolo.
Le 18 juillet 2014, le Sun met un terme au contrat de Kelley Cain et la remplace par Ebony Hoffman.
En 2014-2015, elle rejoint le club sud-coréen de Samsung Life Bichumi. Après avoir inscrit 6,5 points et pris 5,3 rebonds lors sa dernière saison en Corée du Sud, elle signe pour 2015-2016 avec le club polonais de Gorzów.

## Clubs
- 2003 - 2007 :  St. Pius X Catholic High School
- 2007-2011 :  Volunteers du Tennessee (NCAA)
- 2011-2012 :  Güre-Izmir (2e division)
- 2012-2013 :  GS Trogylos Basket Priolo
- 2014-2015 :  Samsung Life Bichumi

Championnat WNBA
- 2012 :  Liberty de New York
- 2012-2014 :  Sun du Connecticut

## Palmarès
- Médaille d'or au Championnat 2008 des Amériques des 18 ans et moins[4].